# Palmarés Tercera División de Cantabria
En la temporada 1986-87 los clubes cántabros de Tercera División empezaron a competir en un grupo uniprovincial, el Grupo 3 de la  Tercera División , compuesto únicamente por clubes de la región (hasta entonces habían compartido grupo con clubes de Asturias, y anteriormente con castellanos, vascos, etc.) Esa primera temporada la disputaron At. La Albericia, Ayrón de Vargas, Barquereño, Barreda, Buelna, Castro, Cayón, Cultural de Guarnizo, Gama, Gimnástica de Torrelavega, Laredo, Lope de Vega, Naval de Reinosa, Rayo Cantabria, Reocín, Santoña, Suances, Textil Escudo, Unión Club de Astillero y Vimenor de Vioño.

## Historial
| Temporada | Campeón                 | Subcampeón          | Tercero             | Cuarto                  | Ascenso a Segunda B                          |
| --------- | ----------------------- | ------------------- | ------------------- | ----------------------- | -------------------------------------------- |
| 1986-87   | Rayo Cantabria          | Gimnástica          | Laredo              | Unión Club de Astillero | Rayo Cantabria, Gimnástica, Laredo           |
| 1987-88   | Unión Club de Astillero | Santoña             | Castro              | Vimenor                 | Santoña (por renuncia del Unión Club)        |
| 1988-89   | Laredo                  | Castro              | Rayo Cantabria      | Gimnástica              | Laredo                                       |
| 1989-90   | Gimnástica              | Rayo Cantabria      | Escobedo            | Santoña                 | Gimnástica                                   |
| 1990-91   | Pontejos                | Laredo              | Barquereño          | Escobedo                | -                                            |
| 1991-92   | Escobedo                | Marina de Cudeyo    | Laredo              | Comillas                | -                                            |
| 1992-93   | Escobedo                | Rayo Cantabria      | Laredo              | Noja                    | -                                            |
| 1993-94   | Noja                    | Racing B            | Laredo              | Castro                  | -                                            |
| 1994-95   | Racing B                | Bezana              | Escobedo            | Tropezón                | -                                            |
| 1995-96   | Gimnástica              | Racing B            | Tropezón            | Noja                    | Gimnástica                                   |
| 1996-97   | Tropezón                | Racing B            | Bezana              | Velarde                 | Racing B                                     |
| 1997-98   | Tropezón                | Noja                | Escobedo            | Castro                  | Tropezón, Noja                               |
| 1998-99   | Racing B                | Escobedo            | Ribamontán al Mar   | Bezana                  | -                                            |
| 1999-2000 | Noja                    | Tropezón            | Racing B            | Miengo                  | Tropezón, Racing B                           |
| 2000-01   | Noja                    | Laredo              | Textil Escudo       | Bezana                  | -                                            |
| 2001-02   | Noja                    | Racing B            | Tropezón            | Bezana                  | Noja, Racing B                               |
| 2002-03   | Velarde                 | Barreda             | Tropezón            | Reocín                  | -                                            |
| 2003-04   | Noja                    | Tropezón            | Bezana              | Velarde                 | -                                            |
| 2004-05   | Racing B                | Escobedo            | Barreda             | Noja                    | Racing B                                     |
| 2005-06   | Gimnástica              | Escobedo            | Bezana              | Noja                    | Gimnástica                                   |
| 2006-07   | Noja                    | Escobedo            | Tropezón            | Bezana                  | -                                            |
| 2007-08   | Gimnástica              | Racing B            | Noja                | Escobedo                | Racing B                                     |
| 2008-09   | Gimnástica              | Noja                | Tropezón            | Escobedo                | Gimnástica                                   |
| 2009-10   | Noja                    | Escobedo            | Tropezón            | Bezana                  | -                                            |
| 2010-11   | Noja                    | Dep. Rayo Cantabria | Racing B            | Siete Villas            | -                                            |
| 2011-12   | Noja                    | Laredo              | Racing B            | Cayón                   | Noja; Racing B (asciende tras comprar plaza) |
| 2012-13   | Tropezón                | Dep. Rayo Cantabria | Cayón               | Laredo                  | Tropezón                                     |
| 2013-14   | Gimnástica              | Laredo              | Dep. Rayo Cantabria | Escobedo                |                                              |
| 2014-15   | Laredo                  | Gimnástica          | Racing B            | Cayón                   |                                              |
| 2015-16   | Laredo                  | Gimnástica          | Racing B            | Cayón                   |                                              |
| 2016-17   | Gimnástica              | Tropezón            | Laredo              | Cayón                   |                                              |
| 2017-18   | Gimnástica              | Escobedo            | Tropezón            | Laredo                  | Gimnástica                                   |
| 2018-19   | Escobedo                | Laredo              | Tropezón            | Cayón                   |                                              |
| 2019-20   | Laredo                  | Gimnástica          | Racing B            | Tropezón                | Laredo                                       |
| 2020-21   | C.D. Cayón              | Rayo Cantabria      | C.D. Tropezón       | A.D. Siete Villas       | C.D. Cayón, Rayo Cantabria                   |

## Clubes
Lista de clubes que han participado en la Tercera División - Grupo 3 (1986-87 a 2012-13).
- Ampuero: 1999-2000
- Arenas de Frajanas: 2010-11 a 2011-12
- At. Deva de Unquera: 1997-98, 1999-2000 a 2004-05, 2007-08 a 2009-10
- At. España de Cueto: 1996-97
- At. La Albericia: 1986-87 a 1988-89, 2000-01 a 2012-13
- Ayrón de Vargas: 1986-87 a 1990-91, 1995-96 a 1996-97, 1998-99, 2000-01 a 2001-02
- Barquereño: 1986-87 a 1987-88, 1989-90 a 1991-92, 2004-05 a 2005-06, 2011-12
- Barreda: 1986-87 a 1994-95, 1996-97 a 2009-10, 2011-12 a 2012-13
- Bezana: 1993-94 a 2012-13
- Buelna: 1986-87, 2007-08, 2009-10 a 2011-12
- Castro: 1986-87 a 1998-99, 2000-01 a 2012-13
- Cayón: 1986-87 a 2003-04, 2006-07, 2008-09 a 2012-13
- Colindres: 1990-91 a 1995-96
- Comillas: 1990-91 a 1999-2000, 2001-02, 2003-04
- Cultural de Guarnizo: 1986-87 a 1989-90, 1994-95 a 2000-01, 2003-04 a 2004-05, 2007-08 a 2008-09, 2010-11 a 2012-13
- Escobedo: 1989-90 a 2012-13
- Gama: 1986-87, 1988-89 a 1989-90, 1993-94, 2005-06 a 2007-08, 2012-13
- Gimnástica de Torrelavega: 1986-87, 1988-89 a 1989-90, 1995-96, 2005-06, 2007-08 a 2008-09
- Gimnástica B: 1994-95, 2006-07
- Laredo: 1986-87, 1988-89, 1990-91 a 2012-13
- Lope de Vega: 1986-87 a 1988-89
- Marina de Cudeyo: 1987-88 a 1995-96, 1999-2000
- Meruelo: 2012-13
- Miengo: 1998-99 a 2000-01
- Minerva de Hinojedo: 2002-03
- Naval de Reinosa: 1986-87 a 1994-95, 1996-97 a 2000-01, 2002-03
- Noja: 1987-88 a 1990-91, 1992-93 a 1997-98, 1999-2000 a 2001-02, 2003-04 a 2011-12
- Pontejos: 1988-89 a 1995-96, 1998-99, 2001-02 a 2003-04, 2009-10 a 2012-13
- Racing B: 1986-87, 1988-89 a 1993-94 a 1996-97, 1998-99 a 1999-2000, 2001-02, 2004-05, 2007-08, 2010-11 a 2011-12
- Ramales: 1987-88 a 1993-94
- Dep. Rayo Cantabria: 2000-01 a 2003-04, 2008-09 a 2012-13
- Reocín: 1986-87 a 1990-91, 1997-98, 2002-03 a 2010-11
- Revilla: 1995-96 a 2000-01, 2002-03, 2005-06
- Ribamontán al Mar: 1987-88 a 1988-89, 1990-91 a 2012-13
- Sámano: 1987-88 a 1988-89
- San Justo de Peñacastillo: 1991-92
- San Martín de la Arena: 1986-87 a 1987-88, 2011-12 a 2012-13
- Santillana: 2012-13
- Santoña: 1986-87 a 1987-88, 1989-90 a 1992-93, 1994-95, 1996-97 a 2001-02, 2005-06 a 2008-09, 2010-11, 2012-13
- Selaya: 1989-90 a 1992-93, 2006-07, 2009-10
- Siete Villas: 2003-04 a 2012-13
- Solares: 2004-05 a 2006-07, 2008-09 a 2010-11
- Textil Escudo: 1986-87 a 1987-88, 1992-93, 1995-96 a 1996-97, 1998-99 a 2004-05, 2006-07, 2009-10, 2012-13
- Toranzo Sport: 2002-03
- Torina: 1993-94
- Trasmiera: 2004-05 a 2007-08
- Tropezón de Tanos: 1991-92 a 1997-98, 1999-2000, 2001-02 a 2012-13
- Unión Club de Astillero: 1986-87 a 1989-90, 1991-92 a 1998-99
- Velarde de Muriedas: 1988-89, 1993-94 a 2008-09
- Villaescusa: 1997-98 a 1998-99, 2000-01
- Vimenor de Vioño: 1986-87 a 1991-92, 1997-98, 2001-02 a 2005-06, 2008-09 a 2012-13